# Bø i Vesterålen
Bø i Vesterålen é uma comuna da Noruega, com 248 km² de área e 3 041 habitantes (censo de 2004).